# Hypoponera brevis
Hypoponera brevis är en myrart som först beskrevs av Santschi 1921.  Hypoponera brevis ingår i släktet Hypoponera och familjen myror. Inga underarter finns listade i Catalogue of Life.